# フリッツ・ザ・キャット
フリッツ・ザ・キャット（Fritz the Cat）は、アメリカ合衆国の漫画家ロバート・クラムが執筆したアンダーグラウンド・コミックスであり、その主人公である架空の猫のキャラクターの名前である。フリッツ・ザ・キャットは1960年代のアンダーグラウンドコミックス・ムーブメントの全盛期に出版され、この漫画を題材とした映画が2本作られた。

## 歴史
フリッツ・ザ・キャットはクラムにより創造された最初のキャラクター達の一人であり、商業出版物に掲載された彼の最初のキャラクターである。映画『フリッツ・ザ・キャット』のサウンドトラックアルバムのライナーノートで、トーマス・アルブライトはフリッツを「チャーリー・チャップリン、カンディード、ドン・キホーテの要素を持つ、一種の現代版フィリックス」と描写している。
フリッツはロバート・クラムと彼の兄チャールズ・クラムが子供時代に描いていた一連の漫画の一キャラクターとして最初に生まれた。誕生したばかりの頃のフリッツは、フレッドと名付けられた飼い猫であった。やがてクラムはフレッドを擬人化し、フリッツと改名した。
The Complete Crumb Comicsに収録されている初期の作品では、フリッツはジェームズ・ボンドのような秘密諜報員として冒険を行い、妹の一人と逢引きをして近親相姦に耽ったりと、その基本的な振る舞いは後に出版された作品での彼の性格とは幾分か異なっていた。最初に出版されたフリッツ・ザ・キャット作品は、『Help!』第22号（1965年1月号）に掲載された。この作品は Fritz Comes on Strong（フリッツ大いに語る）と題されていた。この作品でフリッツは若い猫娘を家に連れ込み、彼女の服をすべて剥ぎ取り、またがってノミを取る。『Help!』の編集長ハーヴェイ・カーツマンはこの漫画の掲載に同意したが、その一方で「逮捕されることなくこの作品を出版」できるかどうか分からないとクラムに述べた。
フリッツは傑出した個性を発揮していった。フリッツは「軽薄で、口達者で、自惚れ屋」という、クラムが自分には欠けていると感じていた個性を備えていた。マーティー・パールスによれば、「1960年から1965年に遡るロバートとフリッツの性格付けの違いが全くの謎だとは私は思わない。フリッツは正にロバートの願望充足であったのだ。フリッツを通じて、ロバートは自分には出来ないと感じていたような、偉業を達成し、冒険を行い、様々な性体験を味わう事が出来た。フリッツは大胆不敵であり、女蕩らしであり――ロバートが切望して得られないと感じていた、あらゆる属性を備えていた。」。クラム本人はフリッツとのいかなる人格的な関連も否定しており、「私はただ夢中で描いただけだ。（中略）彼を描くのは楽しかった」と述べている。
クラムの私生活が変化するにつれ、フリッツもまた変化していった。パールスによれば「長年の間、（クラムには）ほとんど友達がおらず、性生活も皆無であった。多くの時間を学校か職場で過ごす事を強制されていたクラムは、自宅へ帰ると手作りのコミック執筆に『逃避』したのである。1964年にクラムがクリーブランドで頭角を現し、突然に彼が彼自身であるという理由で受け入れてくれる友人の一団を見出したとき、彼の執筆における『補償』という要素は終りを告げた。これはほとんどフリッツの行動力の終りであった。」。徐々にフリッツ・ザ・キャットは、宇宙の真理を追求すると自称しながら実際は女の尻を追い掛け回している、詩人気取りやその他の中流ボヘミアンタイプのパロディとなっていた。
数年間、フリッツ・ザ・キャットの冒険は『Cavalier』『Fug』『The People's Comics』等の雑誌やコミック誌で連載された。1969年に、フリッツ自身の名を冠したコミック誌が出版された。これらの作品はファンタグラフィックスから出版された The Complete Crumb Comics全8巻に（他の「complete collections（全集）」と同じく）抄録されているが、同書は現在絶版となっている。

### 映画作品

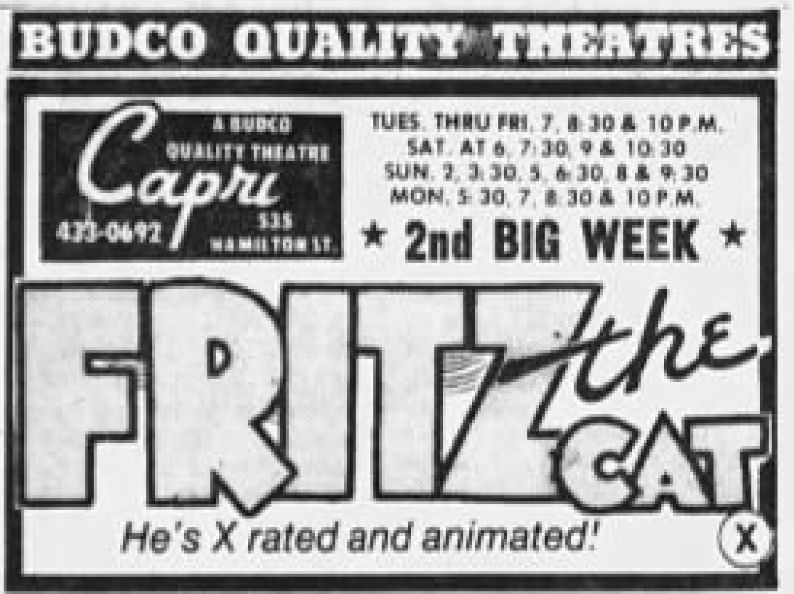
1972年に公開された『フリッツ・ザ・キャット』の劇場向け広告

フリッツ・ザ・キャットの人気は、アニメーション監督のラルフ・バクシに彼の最初の長編アニメーション映画の主人公としてフリッツを選ばせる事となった。このアニメーション映画は1960年代の大学生活の風刺作品であり、皮肉な笑いと大胆なセックス描写を取り入れ、既成道徳への挑戦が込められた作品となっている。またフリッツは映画の中で大学の講義に全く出席しないが、60年代後半に起こった学生運動、性革命、ヒッピー・コミューンなどアメリカ社会の様々な変革（ムーブメント）をやじ馬的に体験していく様子がえげつなく毒々しく描かれており、1972年に公開されたバクシの映画はX指定を受けた（これはアメリカの映画史上初の成人指定を受けたアニメーション映画となった）。
映画プロデューサーのスティーブ・クランツはフリッツの登場する3本の漫画が掲載されている大判ペーパーバックを読んだことで、フリッツの漫画に基づく映画の着想を得た。その年に、クランツとバクシはクラムと連絡を取り、このキャラクターの映画化権についてクラムと話し合うためにクラムの住むサンフランシスコ北部からニューヨークまでの旅費を送金した。
数回の話し合いの後に、クランツはクラムのサインが記された契約書を郵送で受け取り、クラムは折り返し映画の総売上の歩合の埋め合わせとして1万2500ドルを受け取った。クラムは後に、自分は映画化に同意する事無くニューヨークを離れ、契約書にサインなどしていないと主張した。
クラムはこの映画をアンダーグランド漫画家仲間のスペイン・ロドリゲス、S・クレイ・ウィルソン、ロバート・ウィリアムズ、リック・グリフィンらと共にロサンジェルス訪問中の1972年2月に初めて鑑賞した。クラムはこの映画を気に入らず、「何だか変なつまらない手法で、フリッツはすっかり歪められてしまった」と述べた。また、クラムはこの映画で行われた急進左翼への糾弾も問題視した。一説では、クラムは自分の名を映画のクレジットから取り除かせるために訴訟を起こしたと伝えられている。サンフランシスコの著作権弁護士アルバート・L・モールスは、訴訟に至る事無くクラムの名をクレジットから取り除くとの合意が成されたと証言している。しかしながら映画の公開中最後までクラムの名前が取り除かれなかった事から、これらの証言はどちらもかなり疑問の余地がある。後にクラムは「今後自分のキャラクターを映画に使わないようにとの手紙を書いた」と述べている。
クラムの反対にもかかわらず、映画『フリッツ・ザ・キャット』は興行的に大成功を収め、そのショッキングな内容と1960年代の「性の革命」世代へのアピールで観客を惹きつけ、1億ドル以上の売り上げを収めた最初のインディペンデント系アニメーション映画となった（また日本でもビデオ化されており、かつての発売元は東北新社、販売元はキングレコードである）。
1974年の続編映画は『The Nine Lives of Fritz the Cat』（日本未公開）と題され、アメリカン・インターナショナル・ピクチャーズにより製作された。監督はロバート・テイラー、脚本は監督のテイラーとフレッド・ハリディとエリック・モンテが務めた。2本の映画の両方でフリッツの声優はスキップ・ヒナントが演じた。

### フリッツの死
映画版『フリッツ・ザ・キャット』を嫌ったクラムは、映画会社にこれ以上の新作を作らせない為にフリッツを殺してしまった。1972年に掲載された Fritz the Cat "Superstar"（スーパースター・フリッツ・ザ・キャット）で、フリッツは尊大で横柄なハリウッドの有名映画スターとして描かれ、際限無く続編を作り続ける彼のエージェントと2人の映画プロデューサー達に食い物にされている。このプロデューサーはラルフ・バクシ（ハトとして描かれる）とスティーブ・クランツ（サングラスを掛けたイノシシとして描かれる）の戯画化である。フリッツのエージェントはオオカミとして描かれる。
テレビ出演の録画の後に、フリッツは彼とのセックスを渇望する神経症的な元愛人のダチョウ女アンドレア・オストリッチに誘われる。アンドレアのアパートでは、フリッツは彼女を無視して自分の登場したテレビ番組の視聴に没頭し、彼女が繰り返し自殺してやると脅しても無視し続ける。番組が終わると、フリッツはアンドレアがソファの下に頭を突っ込んでいるのに気付き、尻に一発蹴りを入れてから立ち去る。アパートの部屋を出たところで、背後からアンドレアがフリッツの頭にアイスピックを突き立てる。最後のコマの半開きのドアの後で怯えている人物か、あるいはフリッツの死体に向けて、「violence in the media（メディアにおける暴力）」とのキャプションが示される。フリッツを葬って以降、クラムはフリッツが登場する作品を一切描いていない。

## 主要エピソード
フリッツ・ザ・キャットはクラムが手掛けた無数の漫画に登場している。ここに示した作品は、選集『The Life and Death of Fritz the Cat』に収録された、特に主要なエピソードとその初出誌の情報である。
- Fritz Comes on Strong（フリッツ大いに語る） - 1965年1月『Help!』第22号掲載
- Fred, the Teen-Age Girl Pigeon（ハト少女フレッド） - 1965年5月『Help!』第24号掲載
- Fritz Bugs Out（フリッツとんずらする） - 『Cavalier』1968年2月号から10月号まで連載
- Fritz the Cat（フリッツ・ザ・キャット） - 1968年『R. Crumb's Head Comix』掲載
- Fritz the No-Good（フリッツいいとこなし） - 『Cavalier』1968年9/10月号掲載
- 無題 - 1964年執筆。1969年『R. Crumb's Comics & Stories』掲載
- Fritz the Cat, Special Agent for the C.I.A.（CIA秘密諜報員フリッツ・ザ・キャット） - 1965年3月～5月執筆。1969年『R. Crumb's Fritz the Cat』掲載
- Fritz the Cat, Magician（魔術師フリッツ・ザ・キャット） - 1965年夏執筆。1971年『Promethean Enterprises』第3号掲載
- Fritz the Cat: "Superstar"（スーパースター・フリッツ・ザ・キャット） - 1972年『The People's Comics』掲載